# 守谷洋祐
守谷 洋祐   (もりや ようすけ、1987年2月2日 - )は、静岡県島田市出身のサッカー選手。静岡県社会人サッカーチーム、チャッキリーズ所属。ポジションはフォワード、ミッドフィールダー。
| スタブアイコン | サブスタブ | この項目は、まだ閲覧者の調べものの参照としては役立たない、スポーツ関係者に関連した書きかけの項目です。この項目を加筆・訂正などしてくださる協力者を求めています（P:スポーツ/PJ:スポーツ人物伝）。 |